# Downhill (pel·lícula)
Downhill és una pel·lícula d'Alfred Hitchcock, estrenada el 1927.
Un noi és acusat erròniament de robar dins la seva escola. Més endavant, el jove s'enamora d'una dona més gran que ell. Al matí, quan la dona es desperta, el noi descobreix la seva cara arrugada, mentre uns homes entren un bagul per la finestra.